# シーケンシャルマニュアルトランスミッション
シーケンシャル マニュアル トランスミッション（Sequential manual transmission）は、オートバイや自動車のトランスミッション（変速機）の1種で、運転者が変速比を順番に選択する機構を持ったものである。

## 概要
自動車用のマニュアルトランスミッションでは、シフトレバーを適切な位置に動かすことによって、運転手が任意のギアを選択することができる。変速する際にシフトレバーを前後左右に動かすことから、Hパターンと呼ばれる。それに対し、シーケンシャルトランスミッションはシフトレバーを前後に動かし、順を追ってギアを選択することからこの名称で呼ばれている。レバーの動かし方が直線状となるため、「Iパターン」と呼ばれることもある。
一般的にはノンシンクロトランスミッション、特にドグミッションと組み合わせられることが多い。
Hパターンとは異なり、特定のギアを直接選択すること（ギア飛ばし）や、そこから直接ニュートラルへ戻すことができない代わりに、誤ったギアを選択することも起こりにくいため、競技用の車両に採用される例が多い。F1でも一部のチームで90年台中頃に採用され、多くは「シフトレバーを前に倒すとギアが上がり、手前に倒すとギアが下がる」構成になっていた。

## SMT（トヨタ）
LuK社と共同開発し、2000年（平成12年）8月にトヨタ・MR-Sに採用されたセミオートマチックトランスミッションの名称。（Sequential Manual Transmission：SMT）
マニュアルトランスミッションに取り付けた油圧ギアシフトアクチュエーターによりクラッチ断続やギア選択を行うシステムであり、スポーティな操作性と快適性を両立を狙ったものである。

## シーケンシフター
従来のマニュアルトランスミッション（Hパターン）に、特殊な加工を行ったシフトレバー等を後付けし、シーケンシャル（Iパターン）的な操作を可能にする機構もあり、その商品名から「シーケンシフター」と呼ばれる。特にモータースポーツの世界では1990年代から2000年代前半にかけて流行し、全日本ラリー選手権やダートトライアルではシーケンシフターの採用車両が活躍するなどの動きを見せたが、2004年に日本自動車連盟（JAF）が競技での使用を禁止し、後に国際自動車連盟（FIA）も同様に使用禁止に踏み切ったため、以後は急速に廃れた。製造元のイケヤフォーミュラでも、2024年現在は生産を終了している。